# Garrett Hedlund
Garrett John Hedlund (født 3. september 1984 i Roseau, Minnesota, USA) er en amerikansk skuespiller, der især er kendt for sine roller i Four Brothers og Death Sentence.
Hedlund voksede op på en farm i en lille by. Før han startede i high school, flyttede familien til Scottsdale, Arizona. Her fik han privat skuespilundervisning, og da han havde afsluttet high school, flyttede han til Los Angeles for at forfølge sin drøm om at blive skuespiller.
Kun en måned senere fik han sin første rolle i storfilmen Troja, hvor han spillede Patroklus, fætteren til Brad Pitts karakter, Achilleus. Den næste film han medvirkede i, var Friday Night Lights, hvor han spillede over for blandt andre Billy Bob Thornton.
I 2005 spillede han med i Four Brothers, der også havde Mark Wahlberg på rollelisten. Året efter medvirkede han i eventyrfilmen Eragon, og i 2007 fik han rollen som mormonen Harlan i filmen Georgia Rule, hvor han spillede over for Jane Fonda og Lindsay Lohan. Samme år spillede han den brutale bandeleder Billy Darley i thrilleren Death Sentence, der havde Kevin Bacon i hovedrollen.

## Filmografi
- Troy (2004) – Patroklus
- Friday Night Lights (2004) – Don Billingsley
- Four Brothers (2005) – Jack Mercer
- Eragon (2006) – Murtagh
- Georgia Rule (2007) – Harlan
- Death Sentence (2007) – Billy Darley
- Hectic (2009) – Louis
- Tron (2010) – Sam Flynn
- Country Strong (2010) - Beau Hutton
- Mudbound (2017)